# Geologie Deutschlands
Die Geologie Deutschlands ist maßgeblich geprägt durch mehrere Phasen von Gebirgsbildungen im Paläozoikum und Känozoikum, durch Sedimentation in Flachmeeren und Tiefebenen im Perm und Mesozoikum sowie durch die Vergletscherungen des Quartären Eiszeitalters.

## Regionalgeologischer Rahmen und Grundlagen

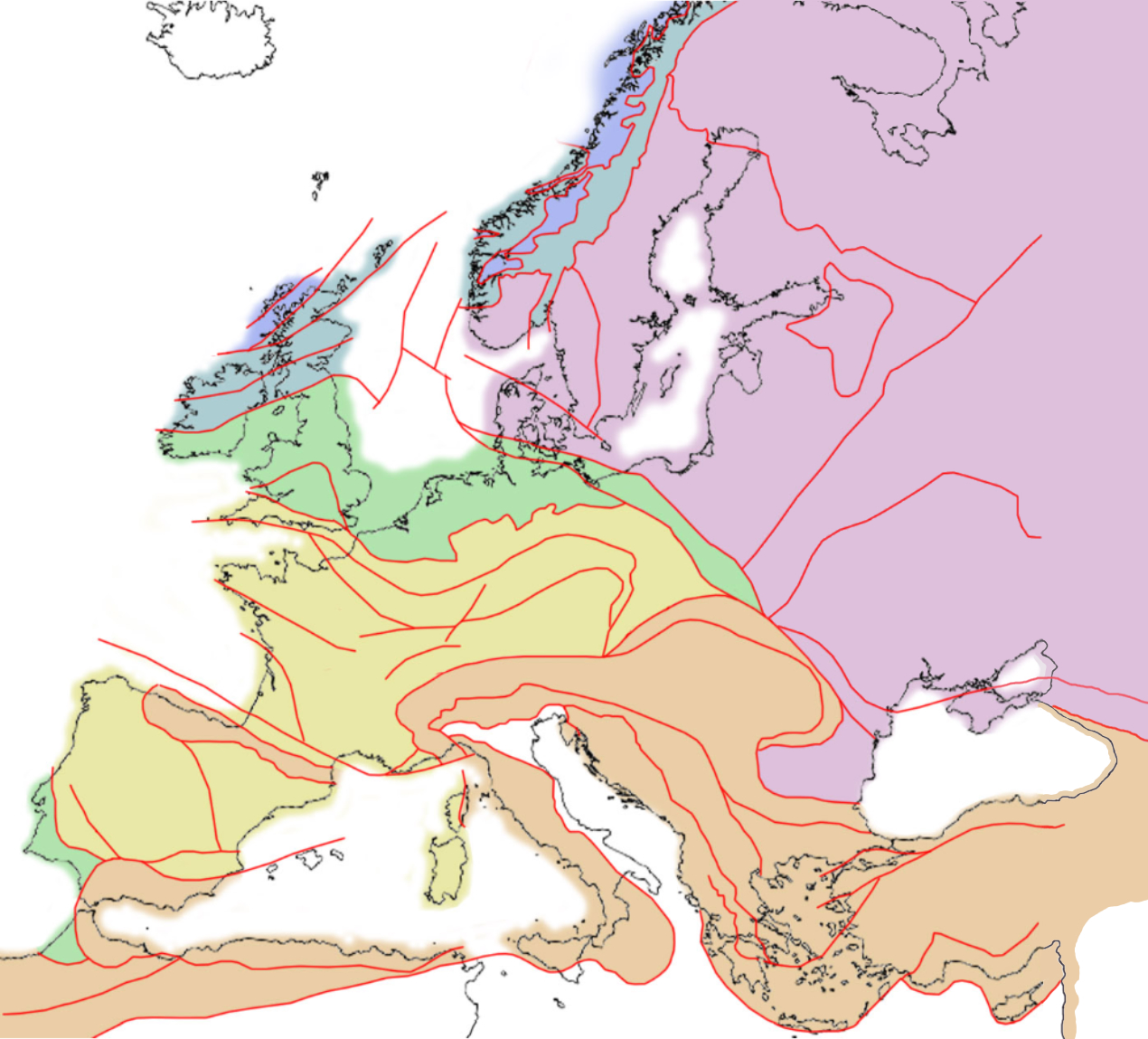
Karte der tektonischen Provinzen in Europa. Deutschland befindet sich (ungefähr im Zentrum der Karte) auf den kaledonisch und variszisch akkretierten Krustenblöcken zwischen Baltica und der zuletzt alpidisch gefalteten Kruste.

Deutschland befindet sich zwischen dem geologisch sehr alten (präkambrischen) Osteuropäischen Kraton (Baltica) im Norden und Nordosten, der weiter nördlich als Baltischer Schild freiliegt, und dem geologisch jungen (känozoischen) Alpen-Karpaten-Orogen im Süden. Die entsprechenden Krustenprovinzen sind somit „mittelalt“ und wurden dem Osteuropäischen Kraton im Lauf des Paläozoikums durch plattentektonische Prozesse angegliedert (akkretiert). Sie bilden das sogenannte Grundgebirge Deutschlands.
Das Grundgebirge ist das älteste der vier geologischen „Stockwerke“, die sich in Mitteleuropa nördlich der Alpen unterscheiden lassen. Die Stockwerke spiegeln vor allem die Altersbeziehungen der Gesteine wider sowie die großtektonischen Trends, denen die Erdkruste dort im Laufe ihrer geologischen Geschichte unterworfen war: Krustendehnung und großflächige, meist marine Sedimentation im Wechsel mit Krustenstauchung/Gebirgsbildung und großflächiger Erosion. Bedingt durch regionale Unterschiede im Wirken und Auftreten exogener und endogener Kräfte in den vergangenen ca. 20 Millionen Jahren hat sich die heutige Oberflächengeologie Deutschlands herausgebildet, wie sie vielfach in geologischen Karten dargestellt ist. Sie ermöglicht eine Grobgliederung in drei physiographische Regionen: Mitteleuropäische Senke, Mitteleuropäisches Schollengebiet und Alpen.

## Physiographische Regionen

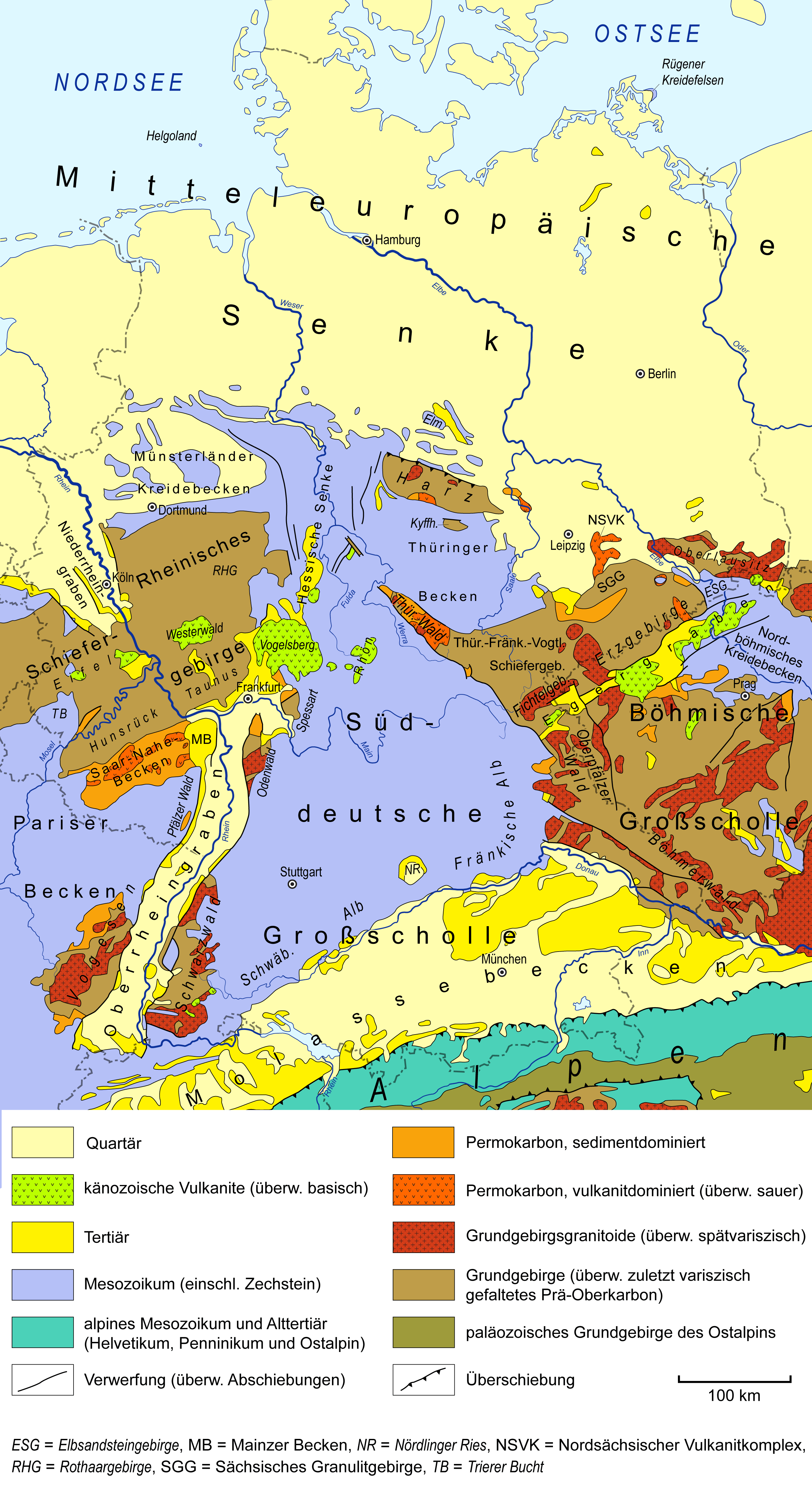
Vereinfachte Karte der Oberflächengeologie Deutschlands. Die Mitteleuropäische Senke besitzt eine weitgehend geschlossene quartäre Überdeckung (hellgelb). Das Mitteleuropäische Schollengebiet erscheint vor allem in Violett (Mesozoikum + Zechstein + Ruhrkarbon) und Braun (Prä-Oberkarbon). Ganz im Süden schließen die Alpen an.

### Mitteleuropäische Senke
Der Norden Deutschlands bis zu einer Linie, die in etwa entlang dem Mittellandkanal, der Elbe (von Magdeburg flussaufwärts) und dem Nordrand der Oberlausitz verläuft, gehört zur Mitteleuropäischen Senke (auch Norddeutsch-Polnisches Becken genannt), die geographisch grob der Norddeutschen Tiefebene entspricht. Im Norden geht sie fließend ins Nord- und Ostseebecken über. Die Mitteleuropäische Senke ist ein langzeit-subsidentes Gebiet, enthält eine mehrere tausend Meter mächtige Sedimentabfolge des Jungpaläozoikums bis Känozoikums, ist oberflächennah stark glazial überprägt, im Untergrund von Salztektonik des Permsalinars gekennzeichnet und nur gering von der Fernwirkung der alpidischen Gebirgsbildung beeinflusst.

### Mitteleuropäisches Schollengebiet
Südlich der Mitteleuropäischen Senke schließt sich das Mitteleuropäische Schollengebiet an, das geographisch die Deutsche Mittelgebirgsschwelle, das Süddeutsche Schichtstufenland, den Oberrheingraben und das Alpenvorland umfasst. Es wurde tektonisch relativ stark von der Fernwirkung der alpidischen Gebirgsbildung (alpidische Intraplattentektonik) beeinflusst und ist daher insgesamt gegenüber der Mitteleuropäischen Senke herausgehoben. Auch wurde es nur in geringen Teilen von pleistozänen Gletschern überprägt. Es gliedert sich in mehrere Hochschollen, auf denen großflächig gefaltetes paläozoisches Grundgebirge zutage tritt, und in mehrere Tiefschollen, auf denen fast ausschließlich mesozoisches oder känozoisches Deckgebirge ansteht. Die Hochschollen in Deutschland sind das Rheinische Schiefergebirge (ohne Ardennen) und die Sächsisch-Thüringische Scholle mit u. a. Harz, Thüringer Becken, Thüringer Wald, Thüringisch-Fränkisch-Vogtländischem Schiefergebirge und Fichtelgebirge-Erzgebirge. Die drei letztgenannten geologischen Einheiten bilden den nordwestlichen Rand des größten zusammenhängenden Grundgebirgsausbisses in Mitteleuropa, der Böhmischen Masse. Der Nordostrand der Böhmischen Masse wird Sudeten-Scholle genannt. Sie hat mit der Oberlausitz auch Anteil am deutschen Staatsgebiet. Der Westrand des zentralen Teils der Böhmischen Masse, der Böhmischen Scholle, reicht mit dem Oberpfälzer Wald und dem Bayerischen Wald (Böhmerwald) ebenfalls bis auf deutsches Staatsgebiet. Die Tiefschollen sind der Niederrheingraben oder Ruhr-Graben mit der Kölner Bucht, das Münsterländer Kreidebecken (Münsterländer Bucht), die Solling-Scholle (Hessische Senke), die Süddeutsche Scholle (Süddeutsches Schichtstufenland mitsamt Odenwald, Spessart, Schwarzwald und Molassebecken) und der Oberrheingraben.

### Alpen-Karpaten-Bogen
Südlich an die Süddeutsche Scholle und die Böhmische Masse schließt sich der Alpen-Karpaten-Bogen an. Er ist Teil des ausgedehnten alpidischen Orogen-Systems Eurasiens. Der Alpen-Karpaten-Bogen hat zwar nur im äußersten Süden Bayerns Anteil am Territorium Deutschlands, jedoch weist er innerhalb dieses schmalen Streifens eine relativ hohe geologische Diversität auf. Dort streichen mit dem Helvetikum, dem Penninikum (in Form der Rhenodanubischen Flyschzone) und dem Ostalpin (in Form der Nördlichen Kalkalpen) drei der vier tektonischen Großkomplexe der Alpen aus (siehe → Deutsche Alpen).

## Geologische Stockwerke
Anhand des Alters und struktureller Merkmale der Gesteine, die sich im Untergrund und an der Oberfläche Deutschlands befinden, werden nördlich der Alpen traditionell vier sogenannte Stockwerke unterschieden: Das Grundgebirgsstockwerk, das Übergangsstockwerk, das mesozoische Deckgebirge und das känozoische Deckgebirge. Die drei letztgenannten werden auch unter dem Oberbegriff Deckgebirge oder Deckgebirgsstockwerk zusammengefasst und dem Grundgebirgsstockwerk gegenübergestellt.

### Grundgebirgsstockwerk
Das Grundgebirge besteht aus gefalteten und zum Teil metamorphen Gesteinen, die meist marin-sedimentären oder submarin-vulkanischen Ursprunges sind und die mit mehr oder weniger großen Granitoidkörpern durchsetzt sind. Sie sind in der Regel mindestens oberkarbonischen Alters. Faltung und gegebenenfalls Metamorphose der Sedimente und Vulkanite sowie die Platznahme der Granitoide gehen vor allem auf zwei paläozoische Gebirgsbildungsphasen zurück: Die Kaledonische Orogenese im Oberordovizium und die Variszische Orogenese im Unterkarbon. In den ältesten variszisch gefalteten Gesteinen ist eine noch ältere Gebirgsbildungsphase nachweisbar, die sogenannte Cadomische Orogenese. Diese fand jedoch vor der Angliederung (Akkretion) der entsprechenden Krustenblöcke an „Ur-Europa“ statt. Die cadomisch „vorgefalteten“ Gesteine entstanden im Proterozoikum, jedoch wurden in einem Paragneis des Bayerischen Waldes, dessen Protolith wahrscheinlich nach der Cadomischen Orogenese abgelagert wurde, noch ältere Relikte kontinentaler Kruste nachgewiesen. Eine Probe dieses Paragneises enthielt ein detritisches Zirkonkorn, dessen Kern bereits vor ca. 3,48 Milliarden Jahren im Archaikum aus einem Magma kristallisiert war.
Während das kaledonisch gefaltete Grundgebirge ausschließlich einige tausend Meter tief im Untergrund der mitteleuropäischen Senke liegt, steht im Mitteleuropäischen Schollengebiet das variszische Grundgebirge, auch Varistikum genannt, großflächig auf mehreren der großen Hochschollen und geringumfänglich auch auf einigen der großen Tiefschollen in Form sogenannter Grundgebirgsaufbrüche an. Hierbei wird unterschieden in Gesteinskomplexe, die allgemein als Schiefergebirge bezeichnet werden und die aus nicht- oder schwachmetamorphen Sediment- und Vulkangesteinen (Tonschiefer, Kieselschiefer, Sandstein, Kalkstein, „Diabas“, Phyllit, Quarzit) bestehen und nur in geringem Umfang von Granitoiden durchsetzt sind, und in Gesteinskomplexe, die allgemein als Kristallin bezeichnet werden, und die aus schwach bis hochgradig metamorphen Gesteinen (Phyllit, Quarzit, Marmor, Amphibolit, Serpentinit, Glimmerschiefer, Gneisen, Granulit, Eklogit) aufgebaut und relativ stark mit Granitoiden durchsetzt sind. Bei den Schiefergebirgseinheiten handelt es sich um in geringer Tiefe bei relativ geringen Temperaturen gefaltetes Gestein, wohingegen das metamorphe Kristallin während der variszischen Orogenese deutlich tiefer versenkt und dabei teilweise sehr hohen Temperaturen (bis hin zur partiellen Aufschmelzung) und Drücken ausgesetzt war. Die geochemische Signatur der variszischen Granitoide deutet darauf hin, dass deren Magma solch tief versenkten, aufgeschmolzenen Sedimentgesteinen entstammte. Anstehendes Schiefergebirge findet sich vor allem im Rheinischen Schiefergebirge, im Harz und im Thüringisch-Fränkisch-Vogtländischen Schiefergebirge. Anstehendes Kristallin findet sich vor allem im Schwarzwald, im westlichen Odenwald, im „Vorspessart“ sowie in dem in Deutschland liegenden Teil der Peripherie der Böhmischen Masse (Oberlausitz, Erzgebirge, Fichtelgebirge, Pfälzer Wald, Bayerischer Wald).

### Übergangsstockwerk
Unter den Bezeichnungen Übergangsstockwerk, Permokarbon oder Permosiles(ium) werden alle quasi-ungefalteten Sediment- und Vulkangesteine des Oberkarbons bis Mittelperms zusammengefasst. Der Name „Übergangsstockwerk“ bezieht sich zum einen auf die stratigraphische Position, die diese Gesteine einnehmen: sie sind jünger als das gefaltete Varistikum, aber älter als die Schichten des mesozoischen Deckgebirges. Zudem entstammen sie einer geologischen Übergangsphase, die gekennzeichnet ist von der Einebnung des Variszischen Gebirges und dem sogenannten postvarizischen Vulkanismus, der mit einer Krustendehnung im variszischen Orogen einherging. Entsprechend unterscheiden sich die Gesteinseinheiten des Übergangsstockwerkes von denen des jüngeren Deckgebirges darin, dass sie oft relativ grobkörnige (konglomeratische) Molassesedimente sowie saure und intermediäre Vulkangesteine (vor allem Rhyolith) führen, wohingegen das mesozoische Deckgebirge arm an Konglomeraten und faktisch vulkanitfrei ist. Das Übergangsstockwerk wird lithostratigraphisch gegliedert in Stefan(ium) und Rotliegend. Gesteine des Übergangsstockwerkes sind heute vor allem im Saar-Nahe-Becken, im Raum Halle-Leipzig (siehe u. a. → Hallescher Porphyrkomplex), in der Vorerzgebirgs-Senke und im Thüringer Wald anzutreffen.

### Mesozoisches Deckgebirge
Das mesozoische Deckgebirge (auch Tafeldeckgebirge genannt) umfasst alle quasi-ungefalteten Sedimentgesteine des Mesozoikums (Trias, Jura und Kreide), schließt aber auch noch die Ablagerungen des Oberperms, die noch dem Paläozoikum angehören, mit ein. In Norddeutschland müssen prinzipiell sogar noch die relativ schwach- oder ungefalteten präpermisch-postkaledonischen Sedimente im Untergrund (u. a. das sogenannte Ruhrkarbon und dessen westliche Fortsetzung im Raum Aachen) mit zum Deckgebirgsstockwerk dazugezählt werden.
Das oberflächlich anstehende mesozoische Deckgebirge gliedert sich in die marinen Gips- und Kalksteine des Zechsteins, die kontinentalen Siliziklastika des Buntsandsteins, die marinen Kalksteine des Muschelkalks, die gemischt evaporitisch-karbonatisch-siliziklastischen Ablagerungen des Keuper, die marinen Schwarztonsteine des Lias/Schwarzjura, die marinen, nicht selten eisenführenden Siliziklastika des Dogger/Braunjura, die marinen Kalksteine des Malm/Weißjura, die kontinentalen Siliziklastika der Unterkreide (Wealden) und die marinen Kalksteine, Sandsteine und „Pläner“ der Oberkreide. Anstehender Zechstein ist auf die Ränder einiger Grundgebirgsaufbrüche beschränkt. Den insgesamt größten Flächenanteil haben die Gesteine der Trias. Auf der Süddeutschen Scholle fallen die großflächig ausbeißenden mesozoischen Gesteine leicht nach Südosten ein. Aufgrund der Wechselschichtung aus verwitterungs- und erosionsanfälligen Tonsteinen und verwitterungsresistenteren Sand- und Kalksteinen hat sich dort in den letzten Jahrmillionen eine Schichtstufenlandschaft herausgebildet. Die Auffälligste dieser Schichtstufen ist der Weißjura der Fränkischen und Schwäbischen Alb. Bergländer aus den relativ verwitterungs- und erosionsresistenten Sandsteinen des Unteren und Mittleren Buntsandsteins sind der Pfälzer Wald, der Sandsteinodenwald, der Spessart, die Südrhön und der Burgwald. Höhenrücken aus den Kalksteinen des Muschelkalks finden sich vor allem im Thüringer Becken. Das vermutlich bekannteste Vorkommen kreidezeitlicher Sandsteine ist das Elbsandsteingebirge.
In Norddeutschland sind einzelne Schollen von Salzstöcken aus dem Untergrund herausgedrückt und bis auf die älteren Schichten des mesozoischen Deckgebirges erodiert worden. Dessen erosionsbeständigere Gesteine bilden so vor allem im nördlichen Harzvorland kleine, isolierte Höhenrücken. Dazu gehören u. a. der Elm (Muschelkalk), die Asse (Buntsandstein und Muschelkalk), der Große Fallstein (Muschelkalk) aber auch die Insel Helgoland (Buntsandstein). Auch die für die Kreidezeit namensgebenden Kalksteine finden sich teils anstehend, teils geringmächtig von Quartär überdeckt, nur im Norden Deutschlands, u. a. im Münsterländer Kreidebecken, wo die kretazischen Ablagerungen unmittelbar das Ruhrkarbon überlagern und sich nach Westen in der Aachener Kreide fortsetzen, sowie im Raum Hannover und Salzgitter. Die wahrscheinlich populärsten kreidezeitlichen Kalksteine Deutschlands sind die an der Nordküste der Insel Rügen aufgeschlossenen Vorkommen (siehe → Rügener Kreide).

### Känozoisches Deckgebirge
Das Känozoische Deckgebirge (auch Lockergesteinsstockwerk genannt, weil aufgrund ihres geringen Alters die känozoischen Sedimentgesteine oft noch keine intensive Diagenese erfahren haben und daher oft nicht zementiert sind) umfasst die Gesteine des Tertiärs und des Quartärs. Weil die jüngsten Ablagerungen bei der Hebung eines Gebietes als erstes wieder abgetragen werden, ist im Mitteleuropäischen Schollengebiet nur in jungen Senkungsgebieten Känozoikum großflächig erhalten. Die größten zusammenhängenden Ausbisse dort sind der Oberrheingraben mit dem Mainzer Becken und das Molassebecken (Voralpentrog). Besondere „Senkungsgebiete“ sind das Nördlinger Ries und das Steinheimer Becken, die beide durch einen Meteoriteneinschlag entstanden sind. Die känozoischen Ablagerungen im Mitteleuropäischen Schollengebiet bestehen sowohl aus Siliziklastika als auch aus Kalksteinen und sowohl aus marinen als auch aus festländischen Sedimenten. Das Känozoikum ist zudem auch mit Vulkaniten in Deutschland vertreten. Im Gegensatz zu den meist sauren (SiO2-reichen) Vulkaniten des Übergangsstockwerkes sind die känozoischen Bildungen überwiegend intermediär bis ausgesprochen SiO2-arm (Trachyt, Basalt, Phonolith, Tephrit, Nephelinit, Basanit). Die größten känozoischen Vulkangebiete Deutschlands sind der Vogelsberg, der Westerwald, die Rhön und die Eifel.
In Norddeutschland wird fast die gesamte Oberflächengeologie von känozoischen Sedimenten, vor allem von pleistozänen und holozänen Glazial- bzw. Fluvioglaziablagerungen gebildet. Moränen und Urstromtäler bestimmen das Relief (siehe auch → Glaziale Serie). So ist der Südliche Landrücken ein Moränenzug der Saale-Kaltzeit und der Nördliche Landrücken ein Moränenzug der Weichsel-Kaltzeit. Das Material dieser Sedimente wurde vom Inlandeis auf seinem Weg von Skandinavien nach Mitteleuropa aufgenommen und beim Abschmelzen dort abgelagert. Die Route, die das Eis nahm, lässt sich anhand der Gesteine rekonstruieren, aus dem die Gerölle in den Moränensedimenten bestehen, denn dieses lässt sich bestimmten Regionen in Skandinavien zuordnen (siehe → Leitgeschiebe). In Süddeutschland sind Quartärablagerungen und -bildungen, mit Ausnahme des Alpenvorlandes und des Oberrheingrabens, eher geringmächtig und räumlich meist auf die unteren Hänge und Tallagen beschränkt, wo sie als Hangschutt und Blockhalden bzw. als fluviatile Schotter und Sande auftreten. Auch im Alpenvorland gibt es pleistozäne Moränen. Dort stammen die Gerölle jedoch aus den Alpen und für die Kaltzeiten, in denen das Eis von Süden aus dem Gebirge in das Vorland vorstieß, wird eine andere Nomenklatur verwendet als in Norddeutschland: Die Saale-Kaltzeit entspricht dort der Riß-Kaltzeit und die Weichsel-Kaltzeit der Würm-Kaltzeit.

## Deutsche Alpen

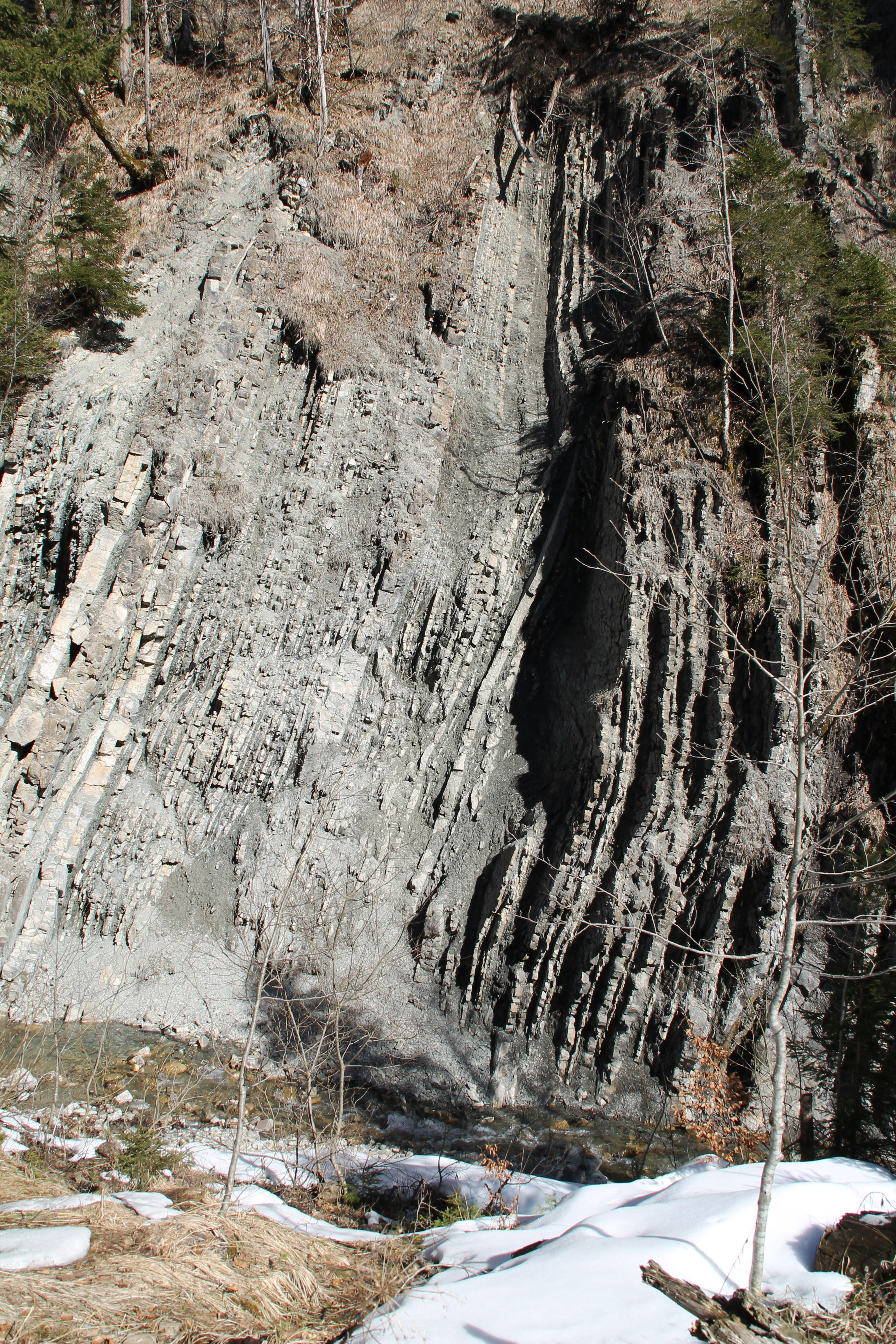
Rhenodanubischer Flysch: Rhythmische Kalk-Mergel-Tonstein-Wechselfolge der Piesenkopf-Formation (Oberkreide) im Röthenbachtal, Ostallgäu

Die Alpen sind ein junges Orogen, in dem die relativ einfache geologische Beziehung zwischen Grund- und Deckgebirge, wie sie im Raum nördlich der Alpen besteht, durch die Gebirgsbildungsvorgänge überprägt und verkompliziert wurde. Die Gliederung der Alpen erfolgt tektonisch in Großkomplexe, innerhalb derer sich jedoch Grund- und Deckgebirgseinheiten unterscheiden lassen, die entweder gemeinsam oder jeweils für sich einzelne Deckenkomplexe bilden. Die in den deutschen Alpen zutage tretenden Deckenkomplexe enthalten ausnahmslos Deckgebirgseinheiten. Es handelt sich um gefaltete, unmetamorphe Sedimentgesteine überwiegend mesozoischen Alters, die fast ausschließlich in marinem Milieu abgelagert wurden. Sie können drei der vier Großkomplexe der Alpen zugeordnet werden.

### Helvetikum
Das Helvetikum streicht annähernd Ost-West in einem meist nur wenige hundert Meter breiten Streifen unmittelbar am Nordrand der Alpen mit siliziklastischen und karbonatischen Gesteinen der Kreide und des Alttertiärs aus, die nach Norden auf den Südrand des Molassebeckens überschoben sind. Es handelt sich überwiegend um flachmarine Bildungen, die u. a. reich an Großforaminiferen sind. Sie repräsentieren den inneren Schelf am Südrand des prä-alpidischen Europa und sind erst relativ spät von den Faltungs- und Überschiebungsprozessen der alpidischen Orogenese erfasst worden.

### Flyschzone
Das Penninikum streicht südlich des Helvetikums in einem einige Kilometer breiten Streifen in Form der Rhenodanubischen Flyschzone aus. Es handelt sich um kretazisch-alttertiäre, siliziklastisch-karbonatische, turbiditische Tiefwassersedimente (siehe → Flysch), die einen Teil des Erosionsschuttes des sich bildenden alpinen Deckenstapels repräsentieren und im weiteren Verlauf der Alpenentstehung selbst in diesen Deckenstapel inkorporiert und über eine Distanz von etwa 100 km nach Norden auf die helvetischen Einheiten überschoben wurden.

### Kalkalpen
Das Ostalpin schließt südlich an die Flyschzone an und nimmt in den deutschen Alpen die größte Fläche ein. In Deutschland besteht das Ostalpin zu einem Großteil aus mesozoischen, meist triassischen Karbonatgesteinen. Dieser Karbonatgesteinsverband, dessen Ausbiss sich, einschließlich der österreichischen Anteile, in einem 35 bis 50 Kilometer breiten Streifen von Vorarlberg bis zum Wiener Becken zieht, wird Nördliche Kalkalpen genannt. Im Gegensatz zum Helvetikum und der Flyschzone, die sich morphologisch zwar deutlich vom Alpenvorland abheben, jedoch noch überwiegend Mittelgebirgscharakter haben, bilden die Nördlichen Kalkalpen ein Hochgebirgsrelief mit Bergen von deutlich mehr als 2000 Metern Höhe über NHN. Dort befinden sich die höchsten Berge Deutschlands. Der höchste, die Zugspitze, ist mit 2962 m ü. NHN mehr als 1000 Meter höher als der Feldberg im Schwarzwald, der höchste Berg Deutschlands außerhalb der Alpen.
Die Nördlichen Kalkalpen repräsentieren einen Ablagerungsraum, der sich wahrscheinlich mehrere hundert Kilometer südlich relativ zur heutigen Position der Gesteine befand. Dies spiegelt sich sowohl faziell als auch in der Fossilüberlieferung wider: Während im Ostalpin ab der höheren Mitteltrias Plattformkarbonate mit tropischen Faunen einsetzen, sind die zeitgenössischen, epikontinentalen, teilweise terrestrischen Abfolgen Mitteleuropas nördlich der Alpen (siehe → Mesozoisches Deckgebirge) eher siliziklastisch dominiert und führen eher warmgemäßigte Faunen. Daher wird speziell hinsichtlich der Ausbildung triassischer Gesteine zwischen „Germanischer Fazies“ (Mitteleuropa nördlich der Alpen) und „Alpiner Fazies“ (Nördliche Kalkalpen) unterschieden. Ab der Oberkreide wurde das Ostalpin von der Alpidischen Orogenese erfasst und die Gesteine der Nördlichen Kalkalpen wurden gestapelt und nach Norden, die helvetischen und penninischen Decken überfahrend, an ihre heutige Position verfrachtet.

## Lagerstätten und geologische Ressourcen
siehe Bergbau in Deutschland: Geologischer Hintergrund

## Dokumentarfilme
- Terra X: Expedition Deutschland – Das Vermächtnis der Steine. Zweiteiliger * natur- und heimatkundlicher Dokumentarfilm mit Schwerpunkt auf der Geologie Deutschlands, mit dem GEOMAR-Geologen Colin Devey (ZDF, 2021)
  - Teil 1: Der Norden (Eiszeitliche Ablagerungen und postglaziale Prozesse, Zechsteinsalz und Salzstöcke, spät- und postvariszischer Magmatismus am Bsp. des Brockenplutons, Ruhrkohle, Eifelvulkanismus)
  - Teil 2: Der Süden (Buntsandstein des Pfälzerwalds, Oberrheingraben, Jura-Kalksteine der Alben, Nördlinger Ries, Metamorphite des Bayerischen Walds und Bayerischer Pfahl, Alpenvorland, deutsche Alpen mit Schwerpunkt auf dem Geomonitoring an der Zugspitze)